# Codex Alexandrinus
El Códice Alejandrino (Codex Alexandrinus) es un manuscrito del siglo V de la Biblia Griega, que contiene la mayor parte de la Septuaginta y del Nuevo Testamento. Junto con el Codex Sinaiticus y el Codex Vaticanus, es uno de los primeros y más completos manuscritos de la Biblia. Deriva su nombre de la ciudad de Alejandría, donde se cree que fue hecho. En 1627 el patriarca de Constantinopla, Cirilo Lukaris, quien fue previamente patriarca de Alejandría, presentó el Codex a Carlos I de Inglaterra.
Está escrito con letras correspondientes a la llamada caligrafía uncial. El texto está escrito en dos columnas. Hay entre 46 y 52 líneas por columna y 20 a 25 letras por línea. Las líneas iniciales de cada libro fueron escritas en tinta roja. Secciones en el libro están marcadas con una letra más grande puestas en el margen.
Hay 773 folios de pergamino (630 en el Antiguo Testamento y 143 en el Nuevo Testamento). El manuscrito mide 32 por 26.42 centímetros. La mayoría de los folios fueron agrupados originalmente en fojas de 8 hojas cada uno, pero el manuscrito fue reagrupado en tiempos modernos en fojas de 6 hojas cada uno.
El Antiguo Testamento del manuscrito contiene los libros deuterocanónicos, incluyendo III Macabeos, IV Macabeos, y el salmo 151 (una copia corta del Libro de los Salmos). Al mismo tiempo, algunos folios están perdidos. Como resultado, los libros de Génesis, I Reyes y Salmos tienen saltos. La "Epístola a Marcelino" atribuida a san Atanasio y el sumario de los Salmos de Eusebio de Cesarea están insertados antes del Libro de los Salmos.
El manuscrito contiene todos los libros del Nuevo Testamento. Una carta conocida como I Clemente y la homilía conocida como II Clemente son añadidas al Nuevo Testamento, y fueron, aparentemente, consideradas por el escriba como canónicas. El Nuevo Testamento también tiene folios perdidos. Alrededor de 25 folios desde el principio de Mateo, 2 folios de Juan, y 3 folios de II Corintios están perdidos. Un folio de I Clemente y dos folios de II Clemente también están perdidos.